# Cushamen
Cushamen ist die Hauptstadt des gleichnamigen Departamento Cushamen in der Provinz Chubut im südlichen Argentinien. In der Klassifikation der Gemeinden in der Provinz Chubut ist Cushamen als Landgemeinde (Comuna Rural) eingestuft. Sie liegt an den Rutas Provinciales 4 und 34, etwa 70 Kilometer von El Maitén entfernt.

## Klima
In Cushamen herrscht ein Kontinentalklima mit kurzen, relativ heißen Sommern und kalten Wintern vor. Ein hervorstechendes Merkmal des Klimas sind die häufigen, mittleren bis starken Westwinde über weite Zeiträume des Jahres. Sie tragen zur Erosion des Bodens bei, der nur von einer spärlichen Vegetation geschützt ist. Die jährlichen Niederschläge betragen 150 Millimeter und die mittlere Jahrestemperatur wird mit 8 Grad Celsius angegeben.

## Geschichte
Cushamen bedeutet in der Sprache der Mapuche Ort der Einsamkeit.
Der Ort wurde von Miguel Ñancuche Nahuelquir gegründet.

## Wirtschaft
Die landwirtschaftliche Struktur besteht hauptsächlich aus kleinen Landgütern, darunter auch solche von Abkömmlingen der Mapuche, die sich der Viehzucht in Form einer Subsistenzwirtschaft widmen.

## Tourismus und Sehenswertes
Die touristischen Möglichkeiten erschöpfen sich im Besuch des örtlichen Museo Regional e Indigenista, das historische Dokumente und wertvolle Beispiele des regionalen Kunsthandwerks aufbewahrt.
Außerdem bietet sich die Gegend für das Sportfischen an und zum Besuch des 60 km entfernt gelegenen El Saltillo-Wasserfalls am Río Chico, der eine Fallhöhe von 20 Metern hat.

## Weblink
- IFAM-Bevölkerungsdaten